# Балка Малярщина
Балка Малярщина — балка (річка) в Україні у Криничанському районі Дніпропетровської області. Права притока річки Мокрої Сури (басейн Дніпра).

## Опис
Довжина балки приблизно 9,40 км, найкоротша відстань між витоком і гирлом — 8,68 км, коефіцієнт звивистості річки — 1,08. Формується декількома балками та загатами. На деяких ділянках балка пересихає.

## Розташування
Бере початок на південній стороні від села Малярщина. Тече переважно на північний схід через село Гримуче й у селищі Кринички впадає в річку Мокру Суру, праву притоку річки Дніпра.

## Цікаві факти
- У пригирловій частині балку перетинають автошляхи: Т 0420, Т 0422, Т 0439[3].
- У XX столітті на балці існували колгоспний двір, молочно-тваринна ферма (МТФ), газгольдер та газові свердловини[2], а у XIX столітті — багато вітряних млинів[1].